# クリャシェン人
クリャシェン人（クリャシェンじん、あるいは単にクリャシェンとも タタール語: керәшен(нәр);  ロシア語: кряшены;  英語: Kryashens）とは、ロシア連邦に居住するヴォルガ・タタール人の一派で、正教に改宗したタタール人を指す。

## 概要
別名「受洗タタール（крещеные татары）」と呼ばれる。イスラム教からキリスト教に改宗してロシア化したタタール人だが、自らをタタールとは別の「民族」であると主張する動きがある。しかし、ロシア連邦の人口統計では、カザン・タタール人の下位区分集団（エスニック・グループ）と捉えられている。